# Efecte Joule
L'efecte Joule, també anomenat llei de Joule, és la manifestació tèrmica de la resistència elèctrica. Si en un conductor elèctric circula electricitat, una part de l'energia cinètica dels electrons es transforma en calor a causa del xoc que experimenten els electrons amb les molècules del conductor per on circulen, cosa que fa augmentar la temperatura del conductor. S'anomena així en honor del físic anglès James Prescott Joule.
Els sòlids tenen, generalment, una estructura cristal·lina, en què els àtoms o molècules ocupen els vèrtexs de les cel·les unitàries, i de vegades també el centre de la cel·la o de les seves cares. Quan el cristall és sotmès a una diferència de potencial (ddp), els electrons són impulsats pel camp elèctric a través del sòlid i en el seu recorregut han de travessar la densa xarxa d'àtoms que el forma. En el seu camí, els electrons xoquen amb aquests àtoms i perden una part de la seva energia cinètica (velocitat), que és cedida en forma de calor.
Aquest efecte es va definir de la manera següent:
La quantitat d'energia calorífica produïda per un corrent elèctric és directament proporcional al quadrat de la intensitat del corrent quan circula pel conductor i a la resistència que oposa aquest conductor al pas del corrent.
Matemàticament:
```

  

    

      

        
Q

        
=

        

          
I

          

            
2

          

        

        
×

        
R

        
×

        
t

      

    

    
{\displaystyle Q=I^{2}\times R\times t}

  

```

on:
Q = Energia calorífica produïda pel corrent
I = Intensitat del corrent que circula
R = Resistència elèctrica del conductor
t = Temps

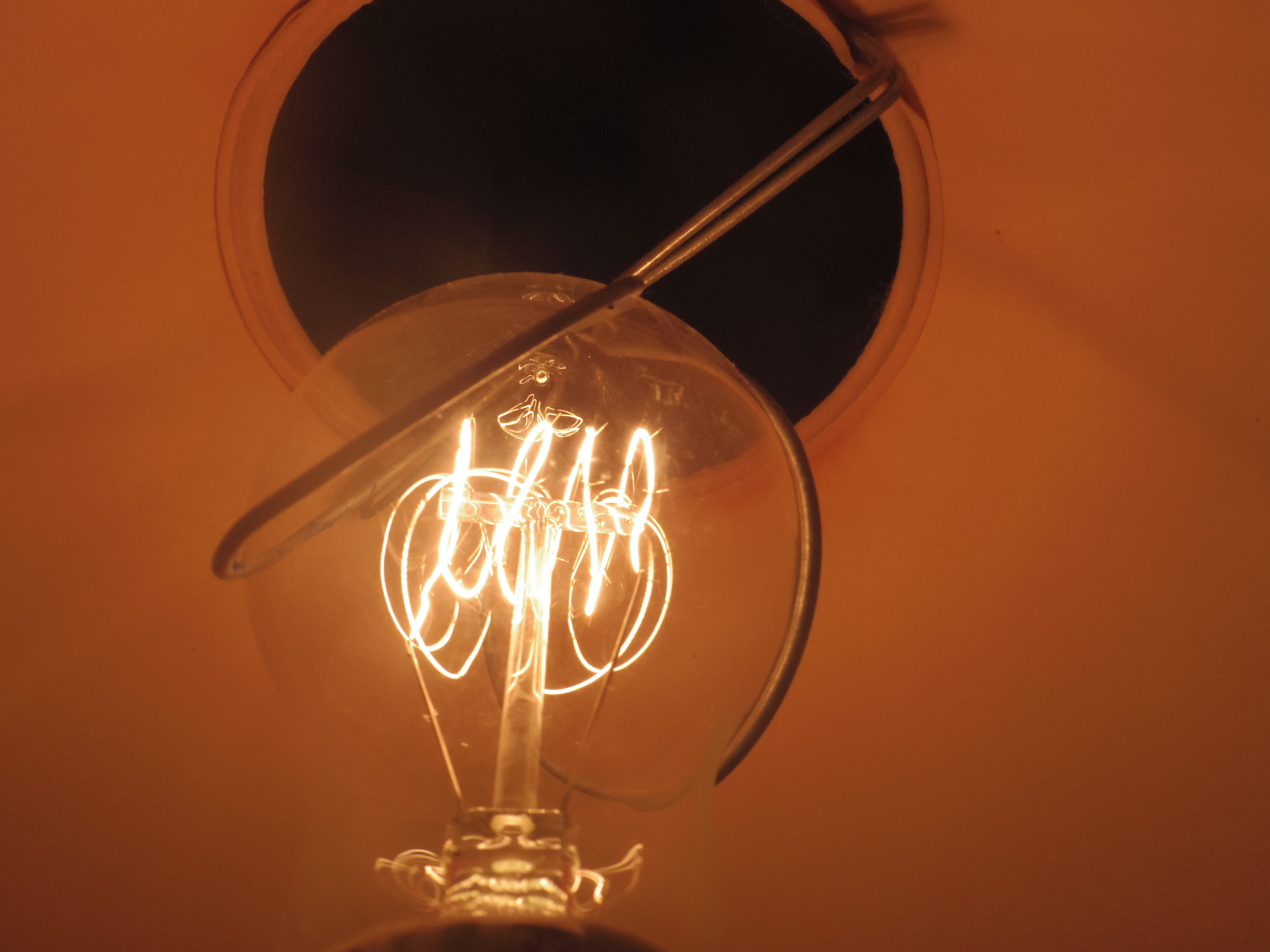
El funcionament de les bombetes es basa en l'efecte Joule: el filament és una resistència que amb el pas del corrent s'escalfa fins a posar-se incandescent.

On les magnituds han d'estar expressades en un mateix sistema d'unitats. Així, si expressem la intensitat en ampers (A), la resistència en ohms i el temps en segons, obtenim la calor produïda en joules (J).
En aquest efecte es basa el funcionament de diferents electrodomèstics, com, per exemple, els forns, les torradores, les calefaccions elèctriques i alguns aparells usats industrialment, en què l'efecte buscat és, precisament, la calor que desprèn el conductor a causa del pas del corrent. Les bombetes també es basen en aquest fenomen per escalfar el filament fins que produeix llum per incandescència.
En la gran majoria de les aplicacions, però, és un efecte indesitjat i la raó per la qual alguns aparells elèctrics i electrònics (com en el cas dels ordinadors) necessiten dissipadors, a part d'un o més ventiladors que foragiten l'escalfor generada i eviten així l'escalfament excessiu dels diferents components i/o dispositius.

## Història
James Prescott Joule va mencionar l'efecte Joule per primera vegada el desembre de 1840, quan va publicar un resum del Proceedings of the Royal Society, que suggeria que la calor es podria generar per un corrent elèctric. Joule va submergir un filferro amb una determinada llargada en una massa fixa d'aigua i va mesurar l'augment de temperatura a causa del corrent conegut que circulava pel fil durant un període de 30 minuts. Al variar el corrent i la longitud del cable va poder deduir la fórmula que describia l'efecte: la calor produïda era proporcional al quadrat del corrent multiplicat per la resistència elèctrica del cable immers.
Entre 1841 i 1842, els experiments posteriors van mostrar que la quantitat de calor generada era proporcional a l'energia química utilitzada en la pila voltaica que generava el corrent. Això va portar a Joule a rebutjar la teoria del calòric, que era en aquest moment la teoria dominant, a favor de la teoria mecànica de la calor, segons la qual la calor és una altra forma diferent d'energia.
Heinrich Lenz també va estudiar independentment la calefacció resistiva l'any 1842, motiu pel qual la llei també s'anomena Llei de Joule-Lenz.
La unitat del Sistema Internacional de l'energia va ser anomenada posteriorment com a "joule", amb el símbol J, en honor de James Prescott Joule. La unitat de potència utilitzada comunament, el watt, equival a un joule per segon.

## Descripció microscòpica de l'efecte Joule
A nivell microscòpic, l'escalfament de Joule és causat per interaccions entre els portadors de càrrega, normalment electrons, i el cos del conductor, generalment atòms o ions).
Una diferència de potencial entre dos punts concrets d'un conductor genera un camp elèctric que accelera els portadors de càrrega en la direcció del camp, donant-los una energia cinètica. Quan les partícules carregades xoquen amb els ions o àtoms del conductor, les partícules es dispersen, és a dir, la seva direcció de moviment es converteix en aleatòria en comptes de alineada amb el camp elèctric, el que constitueix un moviment tèrmic. Així, l'energia del camp elèctric es converteix en energia tèrmica.

## Pèrdua d'energia i soroll
L'escalfament Joule es coneix com escalfament ohmic o escalfament resistiu per la seva relació amb la llei d'Ohm. És la base d'un gran nombre d'aplicacions pràctiques que impliquen calefacció elèctrica. No obstant això, en aplicacions en les quals l'escalfament no és un subproducte desitjat (per exemple, les pèrdues de càrrega en transformadors elèctrics) el canvi d'energia elèctrica a energia tèrmica es coneix sovint com a pèrdua resistiva. L'ús d'altes tensions en sistemes de transmissió d'electricitat està dissenyat específicament per reduir aquestes pèrdues respecte en el mateix cablejat si funcionés a corrents inferiors. L'escalfament Joule no es produeix en materials superconductors, ja que aquests materials tenen una resistència elèctrica nul·la ({\displaystyle R=0} i, per tant, {\displaystyle Q=0}).
Les resistències elèctriques creen soroll elèctric, anomenat també soroll Johnson–Nyquist. Hi ha una relació íntima entre aquest soroll de Johnson–Nyquist i l'escalfament de Joule, explicada pel teorema de fluctuació-disipació.